# 윤증가 책판
윤증가 책판은 충청남도 논산시 노성면에 있다. 1992년 10월 28일 논산시의 향토문화유적 제12호로 지정되었다.

## 개요
윤증가의 소장 책판은 윤증선생의 부친 노서 윤선거 선생의 “노서유고”를 비롯 “명재년보” “가례원류” 등을 널리 보급하고 길이 보존하고자 책판으로 만든 것으로 윤증가의 가보로 보존되고 있다.
책판은 노서유고 573판, 명재년보 119판, 명재언행록 45판, 일암유고 111판, 의례문답 166판 등 총 1,014판이 있었으나 상당량이 유실되었다.

## 참고 자료
- 윤증가 책판 - 논산시 문화관광